# St. Jakobus und Nikolaus (Gollachostheim)

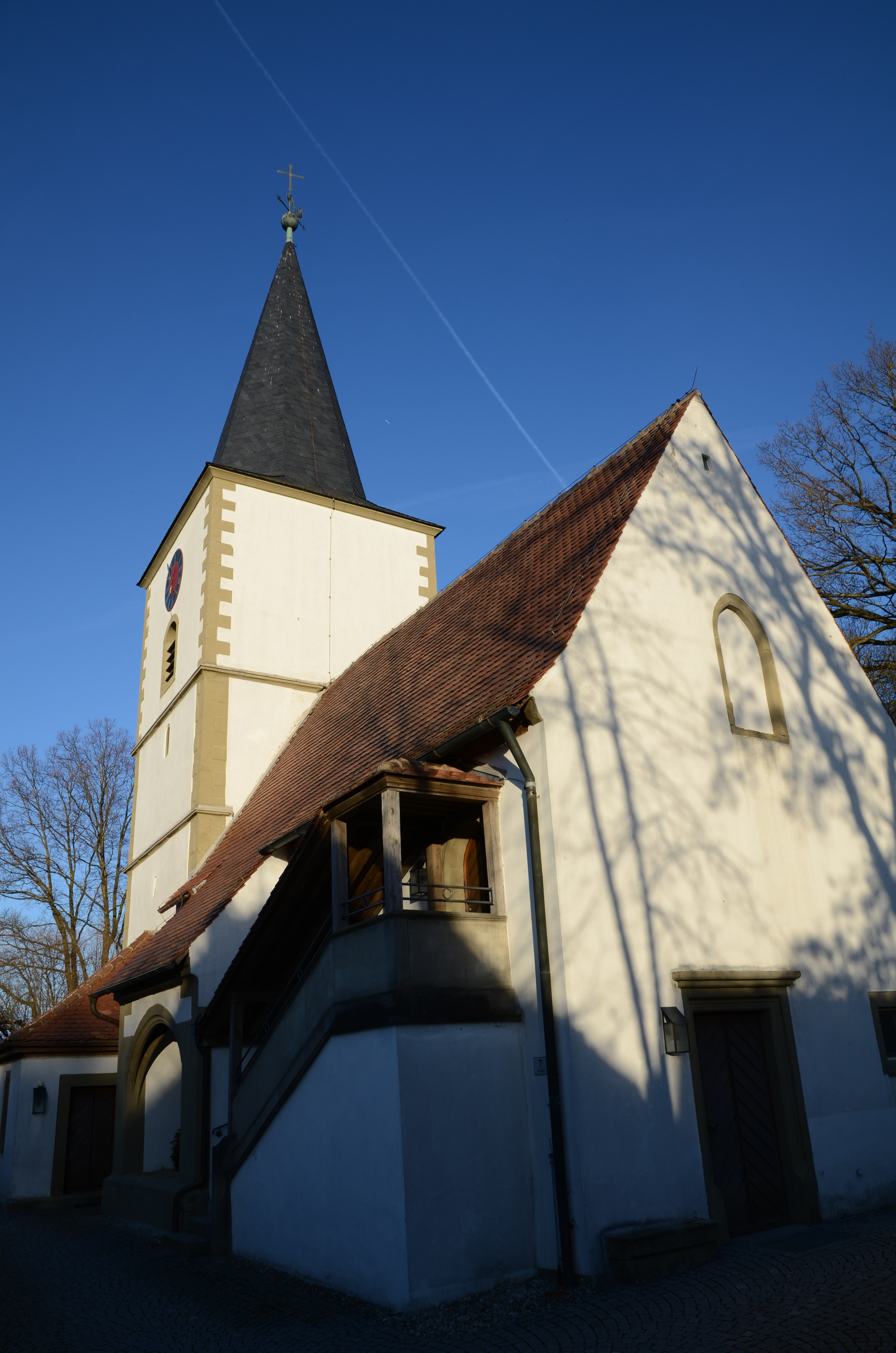
St. Jakobus und Nikolaus (Gollachostheim)

Die evangelische, denkmalgeschützte Filialkirche St. Jakobus und Nikolaus steht in Gollachostheim, einem Gemeindeteil der Gemeinde Gollhofen im Landkreis Neustadt an der Aisch-Bad Windsheim (Mittelfranken, Bayern). Das Bauwerk ist unter der Denkmalnummer D-5-75-127-7 als Baudenkmal in der Bayerischen Denkmalliste eingetragen. Die Kirchengemeinde gehört zur Pfarrei Lipprichhausen im Evangelisch-Lutherischen Dekanat Uffenheim im Kirchenkreis Ansbach-Würzburg der Evangelisch-Lutherischen Kirche in Bayern.

## Beschreibung
Der aus verputzten Bruchsteinen gebaute Chorturm der Saalkirche stammt im Kern aus dem 13./14. Jahrhundert. Er wurde 1695 um ein Geschoss aus verputztem Holzfachwerk aufgestockt, das die Turmuhr und den Glockenstuhl beherbergt, in dem vier Kirchenglocken hängen, und mit einem achtseitigen, schiefergedeckten, spitzen Helm bedeckt. Das mit einem Satteldach bedeckte Langhaus wurde 1609 nach Westen erweitert und im 18. Jahrhundert umgebaut und mit Emporen ausgestattet, deren Brüstungen bemalt sind. Der Innenraum des Chors, d. h. das Erdgeschoss des Chorturms, ist mit einem Kreuzrippengewölbe überspannt, der des Langhauses mit einem hölzernen Tonnengewölbe. Die Orgel mit 8 Registern, einem Manual und einem Pedal wurde 1732 von Johann Christoph Wiegleb gebaut.